# Casper Janssen
Casper Janssen, bekend onder de artiestennamen Tommy Foster en Dennis Jones (Oss, 2 juni 1967), is een Nederlands zanger.

## Biografie
Medio jaren tachtig bracht hij twee singles uit via de platenmaatschappij Dureco, Every night and day (1985) en You're mine tonight (1986). In 1987 won hij onder zijn eigen naam de televisie-talentenjacht van Veronica met het zelfgeschreven nummer Together forever.
Hierna wijzigde hij zijn artiestennaam in Dennis Jones en bracht hij in de decennia erop meerdere singles uit, waarvan er zes in de Single Top 100 verschenen
In 2007 bracht bracht hij de single Mississippi uit, met achtergrondzang van de drie zussen van Pussycat zelf.
Met DJ Scotch bracht hij in 2008 het nummer I'm your son South America uit. Hierdoor stond hij met twee singles tegelijk in de Single Top 100, omdat De zon die zal schijnen er op dat moment ook in stond. Ook daarna bracht hij geregeld singles uit. Onder meer Pak me kus me (2014), 'n Doosje vol met liefde (2015) en Als Suzanne zachtjes huilt (2015) bereikten de Oranje Top 30.
In 2016 vormde hij een feestduo met de Hillegomse volkszanger Dirk Meeldijk. Dit duo trad voornamelijk tijdens carnaval op. 
In 2018 bracht hij een eerbetoon aan zijn in 2013 overleden ontdekker Onno Vandelaak door een single met diens gecomponeerde liedje "Volle maan" uit te brengen.
Het duo met Dirk Meeldijk is uiteen gevallen, maar sinds eind 2019 vormt hij samen met de tweeling Sjaak en Peerke uit Oss een nieuw feesttrio.

## Discografie
Tommy Foster (singles)
- 1985: Every night and day
- 1986: You're mine tonight

Dennis Jones (album)
- 2005:  Don't wanna give up
- 2014:  Een nieuw begin

Dennis Jones (singles)
- 1988: Don't wanna give up
- 1989: Crying for the moon
- 1991: Heart of gold
- 2005: Ma belle amie
- 2006: African baby
- 2007: Mississippi, samen met Pussycat
- 2008: De zon die zal schijnen
- 2008: I'm your son South America, met DJ Scotch
- 2011: Doe een stapje naar voren, met DJ Menno
- 2012: Ik maak van jou een koningin
- 2013: Jij bent mijn zonneschijn, met DJ Henry's Feesjuh
- 2014: Pak me kus me
- 2014: Red me als je kan (S.O.S)
- 2015: 'n Doosje vol met liefde
- 2015: Als Suzanne zachtjes huilt
- 2016: Het voelt zo goed (zo moet het blijven)
- 2016: Ondersteboven (ook remixes)
- 2016: Vuurwerk
- 2017: Heel de kroeg op stelten (met Dirk Meeldijk als 'Dirk & Dennis')
- 2017: Wat ik ook doe
- 2017: Laat me niet alleen vannacht
- 2018: Samen onderweg (met Dirk Meeldijk als 'Dirk & Dennis')
- 2018: Volle Maan
- 2018: Nooit Geef Ik Het Op / Don't Wanna Give Up (30th anniversary recording)